# Likvidace pojistné události
Likvidace pojistné události je zhodnocení podmínek a vlastností pojistné události z hlediska uzavřených pojistných smluv a určení oprávněné výše pojistného plnění. Při naplnění pojistných podmínek následuje vyplacení pojistného plnění podle uzavřené pojistné smlouvy. Zákonná lhůta, do kdy má být likvidace pojistné události provedena jsou 3 měsíce.

## Likvidátor pojistné události
Likvidaci pojistné události provádí likvidátor a mezi jeho hlavní úkoly patří důsledné prošetření vzniku a průběhu pojistné události, posouzení nároku pojištěného na pojistné plnění a vyčíslení pojistného plnění, které je pojištěnému po ukončení šetření pojistné události.

## Průběh likvidace pojistné události
Likvidace pojistných událostí probíhají v souladu s platnými zákony, všeobecnými pojistnými podmínkami a vlastní pojistnou smlouvou.
- Klient oznámí pojišťovně pojistnou událost a na vyzvání likvidátora doloží potřebné doklady.
- Pověřený likvidátor pojišťovny zahájí šetření, zda a v jakém rozsahu k pojistné události došlo.

Během šetření pojistné události je zejména povinen ověřit, jestli jsou informace předané klientem k řešení pojistné události dostatečné k likvidaci pojistné události v souladu s pojistnou smlouvou, pojistnými podmínkami a příslušnými zákony.
- Klient doloží další doklady vyžádané likvidátorem potřebné k likvidaci pojistné události, pokud jsou informace nedostatečné, případně likvidátor tyto informace došetří (například na základě plné moci, vyplývající z pojistné smlouvy)
- Likvidátor průběžně hodnotí doklady a v okamžiku, kdy jsou všechny potřebné k dispozici, přistoupí k výpočtu pojistného plnění.

V případě uznání nároku pojištěného na pojistné plnění, pojišťovna vyplatí pojištěnému (nebo poškozenému) pojistné plnění dle pojistné smlouvy.